# Liên quân tám nước

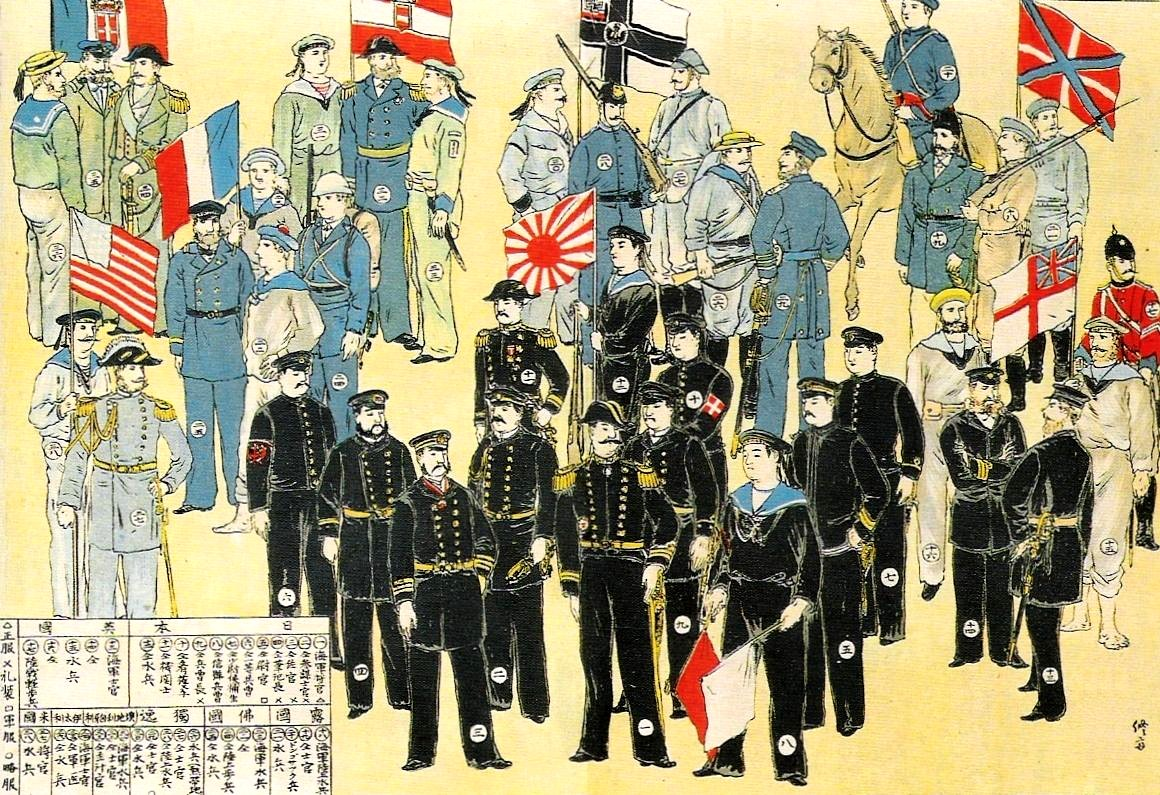
Lực lượng Liên quân tám nước: Anh, Đệ tam Cộng hòa Pháp, Hoa Kỳ, Đế quốc Đức, Vương quốc Ý, Đế quốc Nhật Bản, Đế quốc Nga, Đế quốc Áo-Hung

Liên quân tám nước hay Bát Quốc Liên Quân (八國聯軍) là liên minh của tám quốc gia đế quốc nhằm chống lại sự nổi dậy của phong trào Nghĩa Hòa Đoàn tập kích vào các sứ quán của tám quốc gia này ở Trung Quốc gồm: Anh, Pháp, Mỹ, Đức, Ý, Nhật, Nga và Áo-Hung vào năm 1900.
Liên quân tám nước đã dập tắt Phong trào Nghĩa Hòa Đoàn. Sự kiện liên quân đóng chiếm Bắc Kinh sau này được Trung Quốc gọi là Quốc nạn Canh Tý (庚子國難).

## Tấn công Bắc Kinh
Cuối đời Thanh, Trung Quốc bị các đế quốc nước ngoài ức hiếp khiến dẫn đến cuộc nổi dậy Nghĩa Hòa Đoàn. Lực lượng này tấn công người phương Tây và các sứ quán nước ngoài khiến các nước quyết định liên minh đàn áp. Năm 1900, tướng Đức Seymour chỉ huy liên quân 8 nước tiến đánh Bắc Kinh.
Liên quân 8 nước ban đầu gặp khó khăn do gặp sự kháng cự của quân triều đình và Nghĩa Hòa Đoàn. Liên quân bèn điều 32 tàu chiến cùng hơn một vạn lính lên bờ tiếp ứng. Họ đưa tối hậu thư cho Trấn tổng binh Thiên Tân La Vinh Quang chỉ huy pháo đài Đại Cô: "Hạn định trong vòng hai ngày phải giao nộp pháo đài để liên quân kiểm soát." La Vinh Quang cự tuyệt yêu cầu của liên quân, yêu cầu quân Thanh bảo vệ pháo đài lập tức có sự chuẩn bị. Liên quân từ hai phía đồng thời tiến công pháo đài. Quân triều đinh và Nghĩa Hòa Đoàn ở gần đó phối hợp chống lại. Qua gần bảy tiếng đồng hồ chiến đấu quyết liệt, ngày 21 tháng 5 (tức ngày 17 tháng 6 dương lịch), pháo đài thất thủ. Sau khi chiếm được pháo đài Đại Cô, trên dọc truyến đường sắt từ Đại Cô tới Thiên Tân, họ dán cáo thị: "Nếu có binh lính của Nghĩa Hòa Đoàn hay quân triều đình dám cản trở cuộc hành quân, chúng ta nhất định sẽ tăng cường sức mạnh, tiêu diệt tận sào huyệt". Từ Hy Thái hậu triệu tập hội nghị Ngự tiền đại thần, quyết định tuyên chiến với Liên quân tám nước, trên thực tế, bà để cho quân Nghĩa Hòa Đoàn giao chiến, còn bản thân thì "tọa sơn quan hổ đấu".
Nghĩa Hòa Đoàn đã vừa cho người phá hoại đường giao thông của kẻ địch và tiến hành chặn đánh vừa đưa quân tập kết về Thiên Tân chuẩn bị phòng thủ. Trương Đức Thành, Tào Phúc Điền, Dương Thọ Thần, Lưu Thập Cửu, Hàn Dĩ Lễ, Lâm Hắc Nhi cùng cùng quân sĩ có mặt. Nhân dân các nơi gần Thiên Tân cũng cùng phối hợp. Họ tặng cho quân Nghĩa Hòa Đoàn "Đắc thắng bính" (bánh chiến thắng), cờ chiến thắng; lôi kéo sự chú ý của người khắp nơi bằng tấm biển với hàng chữ "Nghĩa Hòa thần quyền, chiến vô bất thắng" để cổ động tinh thần chống quân xâm lược của nghĩa quân.
Liên quân trước hết đưa quân chiếm nhà ga Lão Long Đầu nằm trên đường tới Bắc Kinh, lại bắc cầu phao nối với Tô giới Tử Trúc Lâm ở bờ bên kia sông để liên hệ với quân ở đó. Nghĩa Hòa Đoàn phản công để giành lại khu vực này. Quân Nghĩa Hòa Đoàn tiêu diệt hơn năm trăm quân Nga, chiếm được nhà ga Lão Long Đầu và phần đất phía bắc. Cũng lúc đó, Trương Đức Thành mang hơn năm nghìn quân Nghĩa Hòa Đoàn trong "Thiên hạ đệ nhất đoàn" từ trấn Độc Lưu tới tiến công mãnh liệt vào tô giới Trúc Lâm. Trong tô giới, liên quân chôn rất nhiều mìn để chờ quân Nghĩa Hòa Đoàn tiến vào. Trương Đức Thành lập tức cho người tìm mấy chục con trâu, đuôi trâu buộc rẻ tẩm dầu rồi châm lửa. Đàn trâu hoảng sợ lao về phía trước, đuôi trâu lửa bốc nghi ngút khiến trận địa náo loạn. Toàn bộ mìn do quân Tây dương chôn sẵn nổ inh tai nhức óc, "Địa lôi trận" của họ phá sản. Quân Nghĩa Hòa Đoàn xốc tới, tiêu diệt rất nhiều quân xâm lược, sau đó cướp bóc, thiêu hủy nhiều nhà cửa. Trong cuộc chiến đấu bảo vệ Thiên Tân, một bộ phận quân triều đình cũng tích cực tham gia chiến đấu, có một số gia nhập quân Nghĩa Hòa Đoàn. Nhưng Bang biện Bắc dương quân vụ đại thần Tống Khánh đến Thiên Tân đã chỉ huy quân triều đình bao vây quân Nghĩa Hòa Đoàn. Đồng thời, cùng lúc đó, một lực lượng quân triều đình tiến hành tập kích từ phía sau làm hơn hai nghìn chiến sĩ Nghĩa Hòa Đoàn thương vong, phá hủy hoàn toàn các cứ điểm của quân Nghĩa Hòa Đoàn ở Thiên Tân. Vừa phải chiến đấu chống quân triều đình, vừa phải chiến đấu chống quân Tây dương, sau những hy sinh nặng nề, cuối cùng, ngày 17 tháng 6 (tức ngày 13 tháng 7 dương lịch), Thiên Tân rơi vào tay liên quân tám nước.
Sau đó, liên quân tám nước đã tiến hành cuộc thảm sát và cướp bóc ở Thiên Tân rồi tiến về phía Bắc Kinh. Từ Hy Thái hậu hoảng sợ, cử Vĩnh Lộc tới sứ quán của quân xâm lược cầu hòa. Liên quân không chấp nhận nghị hòa mà tiếp tục tiến về Bắc Kinh. Từ Hy Thái hậu hóa trang thành một phụ nữ nông dân mang theo Hoàng đế Quang Tự và các văn võ đại thần lặng lẽ tới Tây An. Các quý tộc và đại thần cũng đua nhau bỏ chạy. Thành Bắc Kinh chẳng mấy chốc rơi vào tình trạng hỗn loạn. Để ổn định tinh thần dân chúng, Nghĩa Hòa Đoàn một mặt tổ chức lực lượng, chuẩn bị chống quân xâm lược một mặt ngăn chặn quan quân triều đình bỏ chạy. Khi quân Nga cùng liên quân các nước tới Đông Tiện môn, quân Nghĩa Hòa Đoàn giết chết một tướng quân, hai quan thống binh và rất nhiều binh lính. Quân Nhật Bản dùng trang phục quân triều đình, giả làm quân của Tống Khánh cùng người Hán chui vào đội ngũ Nghĩa Hòa Đoàn tới trước cửa Triều Dương và Đông Trực gọi lính canh cửa Nghĩa Hòa Đoàn mở cổng. Quân Nghĩa Hòa Đoàn mắc mưu mở cổng thành. Ngày 20 tháng 7 (tức 14 tháng 8 dương lịch) liên quân tám nước tiến vào thành Bắc Kinh, sự kiện đó được gọi là Quốc nạn Canh Tý (庚子國難).
Trước hết, họ tập trung ở Đông Giao dân cảng, sau đó chia quân ra nhiều hướng, từ Thiên An Môn, Đông Hoa Môn cùng tiến đánh Hoàng cung. Quân Nghĩa Hòa Đoàn và một số vệ binh của Hoàng cung tiến hành những cuộc chiến đấu phòng ngự, chúng dùng trường mâu, đại đao, gậy gộc và một số súng lấy được của liên quân để chống lại. Liên quân tám nước dùng các loại súng và pháo hiện đại tiến công, rất nhiều lính đã hy sinh. Cuối cùng, họ đánh giáp lá cà với quân địch, dùng sức lực để chống lại sự xâm nhập của quân địch vào Hoàng cung. Qua ba ngày ba đêm chiến đấu, liên quân tám nước đã tiến được vào Hoàng cung, rồi chia Bắc Kinh làm nhiều khu vực khác nhau để chiếm đóng.
Sau khi chiếm được Bắc Kinh, liên quân tám nước còn tiến hành đốt phá, cướp bóc và thảm sát dân chúng. Bất cứ nơi nào Nghĩa Hòa Đoàn đã từng đặt chân, họ đều đốt hết. Số người bị thiêu cháy lên tới hơn 1.700 người. Người chết đầy đường, người còn sống cũng không có chỗ trú ngụ. Bất cứ ai bị nghi ngờ là quân Nghĩa Hòa Đoàn cũng đều bị giết. Những tổn thất sau cuộc tiến công này không thể thống kê đầy đủ. Những kỳ trân dị bảo, những văn vật quý hiếm trong Cố Cung và Di Hòa Viên đều bị cướp sạch để bù cho thiệt hại của liên quân. Nhiều thư tịch cổ của Trung Quốc như "Vĩnh Lạc đại điển" cũng bị đốt cháy hoặc cướp đoạt. Nhiều bảo vật hiện nằm ở các viện bảo tàng ở New York, Paris, London...
Đến lúc này, triều đình nhà Thanh lại cử Lý Hồng Chương nghị hòa với quân xâm lược, chấp nhận "Nghị hòa đại cương" do liên quân đưa ra. Ngày 27 tháng 7 năm Quang Tự thứ 27 (ngày 7 tháng 9 năm 1901), nhà Thanh ký Hiệp ước Tân Sửu với 8 nước. Điều ước đã cho phép các nước đế quốc được đặt tuyến đường sắt từ Bắc Kinh tới Sơn Hải Quan và binh lính thuộc các sứ quán được đóng quân ở Bắc Kinh, phá hủy pháo đài Đại Cô và pháo đài nằm giữa Bắc Kinh và Thiên Tân, bồi thường 450.000 vạn lượng bạc. Đây là một biểu hiện mới thể hiện các nước đế quốc chủ nghĩa tiến thêm một bước trong việc khống chế Trung Quốc.